# پرانتی‌تاون (ویرجینیای غربی)
پرانتی‌تاون (به انگلیسی: Pruntytown) یک منطقهٔ مسکونی در ایالات متحده آمریکا است که در شهرستان تیلور، ویرجینیای غربی واقع شده‌است.